# Parque nacional de Lan Sang
El parque nacional de Lan Sang (en tailandés, อุทยานแห่งชาติลานสาง) es un área protegida del norte de Tailandia, en la provincia de Tak. Se extiende por una superficie de 104 kilómetros cuadrados.  
Destaca particularmente por las cascadas, la más famosa de las cuales es la que da nombre al parque: la cascada de Lan Sang. La idea de construir un lugar recreativo para la gente de Tak se inició ya en 1955. La Cascada de Lan Sang y otros 14 bosques se combinaron y se creó el parque nacional formalmente en 1979. Khao Um Yom es el pico más alto, con una altitud de 1.065 m s. n. m.